# 味園博和
味園 博和（みその ひろかず、1973年4月11日- ）は、千葉ロッテマリーンズに所属するチームスタッフ（ブルペン捕手）、元社会人野球選手。背番号100。

## 経歴・人物
鹿児島実業高時代は、春夏合わせて通算4回甲子園に出場。3年次の1991年は、春のセンバツと夏の選手権に春夏連続で出場。夏の選手権では、初戦となった2回戦の旭川工業高戦で2打席連続本塁打を放ち、続く3回戦の桐蔭学園高戦でも本塁打を放ち、チームのベスト4進出に貢献。その活躍が評価され、高校野球日本代表に選出。高校時代の1学年先輩に内之倉隆志がいる。
高校卒業後は、東都の専修大学に進学。捕手として、後に広島からドラフトされた同期の小林幹英や1学年後輩の黒田博樹をリードする。

1年秋からは2部リーグで複数の捕手での併用であったが、4年秋の入替戦に勝利した。
大学卒業後、1996年に社会人野球のデュプロに入団。社会人時代は、午前中にOA機器全般の営業を担当し、午後に練習するという生活を送る。すぐに捕手としての頭角を現し、レギュラーを獲得。2000年、27歳の時にバッテリーコーチ兼選手となる。2003年から6年連続で都市対抗野球大会に出場（自チームで1回、大阪ガスの補強で1回、日本生命の補強で4回）。
2008年6月、同年シーズンをもってデュプロの廃部が発表される。そんな中、デュプロから千葉ロッテマリーンズに入団していた松本幸大を介して松本尚樹スーパーバイザーから、キャッチング能力とコミュニケーション能力が評価されブルペン捕手としてチームスタッフ契約の打診がある。悩んだ末に、内之倉や黒田の後押しもあり入団を決意。2009年シーズンから、千葉ロッテでブルペン捕手を務める。チームの廃部がきっかけの転身ではあるが、プロ経験のない社会人企業チームの選手が退社してブルペン捕手を務めるのは異例（後に藤田和男が日本生命を退社して横浜DeNAベイスターズのブルペン捕手となった）。
ブルペン捕手として心がけていることは「とにかく投手に気持ち良く投げてもらうこと」と語っている。

## 詳細情報

### 背番号
- 93 （2009年 - 2022年）
- 100 （2023年 - ）